# Gli incendi cominciarono
Gli incendi cominciarono (Fires Were Started) è un film del 1943 diretto da Humphrey Jennings.